# Vaste commissie voor Economische Zaken
De Vaste commissie voor Economische Zaken (EZ), voorheen de Vaste Commissie voor Economische Zaken en Klimaat, is een Nederlandse Tweede Kamercommissie die zich bezighoudt met alle beleidsonderwerpen die onder de verantwoordelijkheid vallen van het ministerie van Economische Zaken. Belangrijke thema's binnen dit beleidsveld zijn het bedrijvenbeleid, marktwerking, digitale economie en innovatie. De commissie houdt door werkbezoeken en rondetafelgesprekken contact met burgers, organisaties, wetenschap en regionale overheden. Het onderdeel klimaat is momenteel ondergebracht in de Vaste Commissie van Klimaat en Groene Groei.

## Onderwerpen
Actuele kennisthema's waarmee de commissie zich in 2024 bezighoudt zijn:
- marktwerking en consumentenbescherming
- vestigingsklimaat
- verduurzaming, digitalisering en maatschappelijk verantwoord ondernemen
- midden- en kleinbedrijf tot grote internationale bedrijven
- (digitale) innovatie en het bedrijven- en innovatiebeleid
- Nationaal Groeifonds